# Christian Stöckl

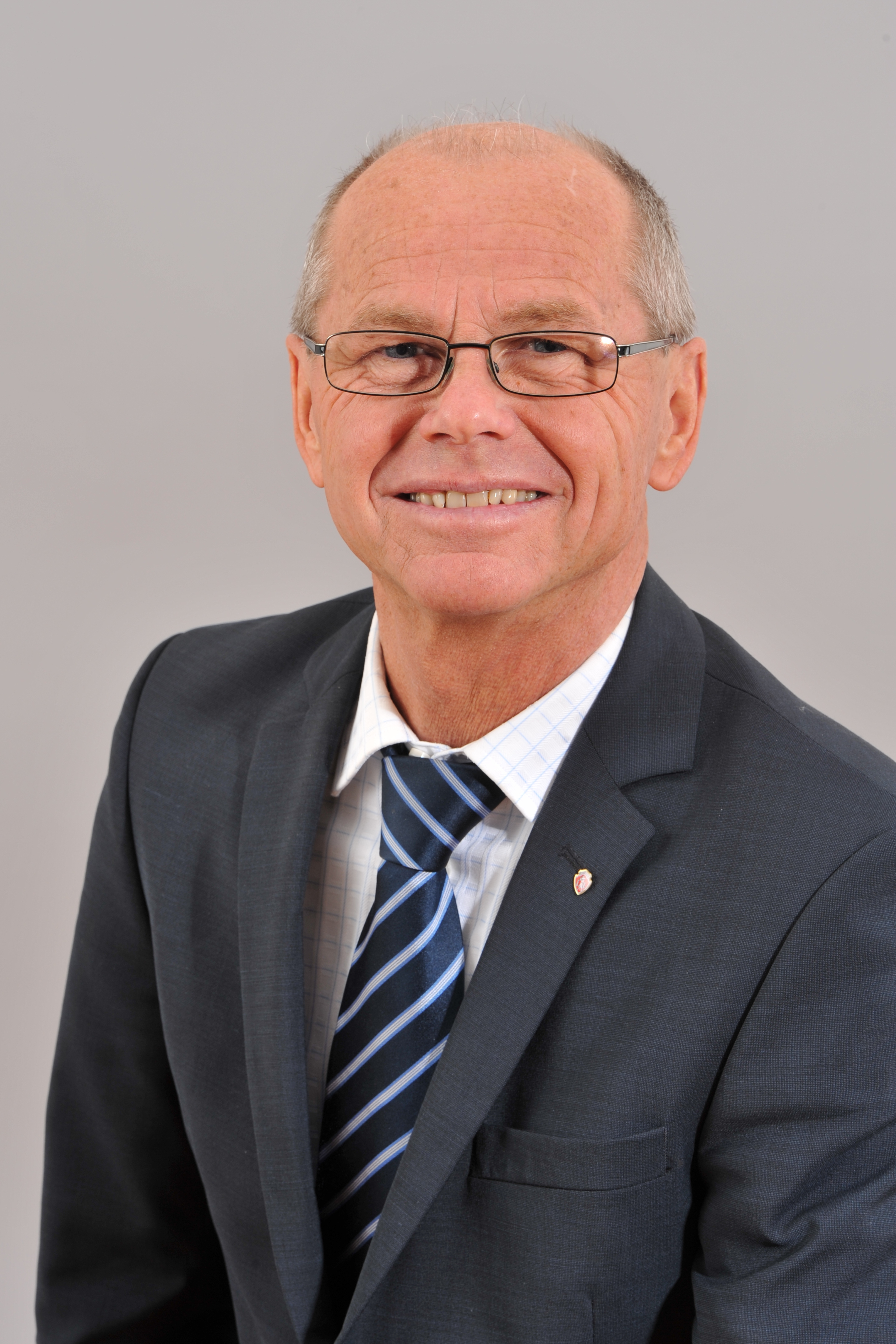
Christian Stöckl 2012

Christian Stöckl (* 2. Dezember 1957 in Schwarzach im Pongau) ist ein österreichischer Politiker (ÖVP) und Lehrer. Stöckl war ab 2013 zweiter und ab 2018 bis 2023 erster Landeshauptmann-Stellvertreter in Salzburg.

## Ausbildung und Beruf
Der Sohn von Josef und Barbara Stöckl wuchs in Goldegg im Pongau auf. Nach der Matura 1977 studierte er Lehramt für Mathematik und Geografie an der Universität Salzburg und schloss dieses 1981 ab. 1984 promovierte er in den Naturwissenschaften, 1991 erwarb er sich die Lehrbefähigung für Informatik.

Stöckl war von 1981 bis 2008 Lehrer für Mathematik, Geografie und Informatik am Privatgymnasium der Ursulinen in Salzburg. Von 2008 bis 2009 unterrichtete er am Bundesgymnasium und Bundesrealgymnasium Hallein.

## Politische Karriere
Stöckl engagiert sich seit dem Ende der 1980er Jahre in der ÖVP Hallein und war seit 1994 Stadtrat. 1999 wurde er in der Bürgermeisterdirektwahl zum Bürgermeister von Hallein gewählt, 2004 mit 67,49 % und zuletzt 2009 mit 73,3 % wiedergewählt. Von 2005 bis 2014 wirkte Stöckl zudem als Landesobmann des ÖAAB. In der Salzburger Volkspartei ist er seit 2008 stellvertretender Landesobmann. Am 22. April 2009 wurde er als Abgeordneter zum Salzburger Landtag angelobt. Dort übernahm er die Funktion des Bereichsprechers für Arbeitsmarkt, Sport sowie Interkulturelles Zusammenleben innerhalb des ÖVP-Landtagsklubs. Nach der Landtagswahl in Salzburg 2013 wurde er zweiter Landeshauptmannstellvertreter und hat in der Landesregierung Haslauer jun. I bzw. seit Juni 2018 in der Landesregierung Haslauer jun. II, als erster Landeshauptmannstellvertreter die Ressorts Finanzangelegenheiten, Gesundheitswesen und Spitalswesen über.  Mit seinem Antritt als Regierungsmitglied endete auch seine Amtszeit als Bürgermeister von Hallein. Sein Nachfolger wurde Gerhard Anzengruber (ÖVP).

## Auszeichnungen
- 2023: Großes Ehrenzeichen des Landes Salzburg[1]

## Privates
Stöckl ist seit 1981 verheiratet und hat eine Tochter, einen Sohn und vier Enkelkinder.